# Gergovia

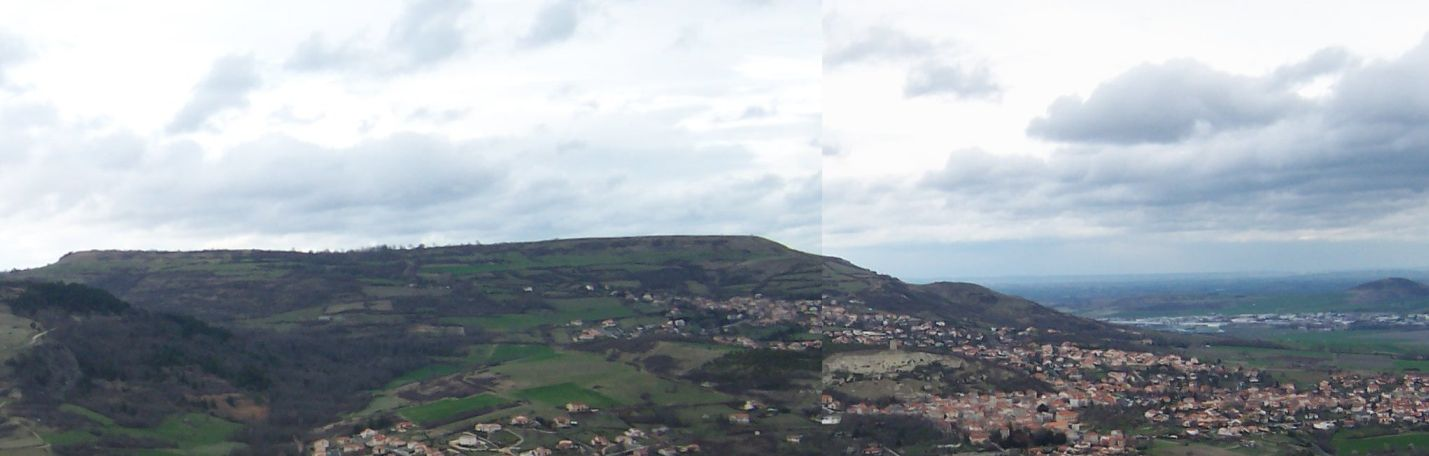
Gergovia estaba situada sobre la meseta que queda en el fondo.

Gergovia era una ciudad gala en la moderna región de Auvernia, cerca de lo que actualmente es Clermont-Ferrand y Gergovie. Fue la capital de los arvernos y lugar donde aconteció el sitio de Gergovia en el año 52 a. C. entre el ejército de la República Romana, dirigido por el procónsul Julio César, y fuerzas galas comandadas por Vercingétorix. Los galos ganaron la batalla.